# Ernest Barker
Ernest Barker (ur. 23 września 1874, zm. 17 lutego 1960) – brytyjski politolog.
W 1944 otrzymał tytuł szlachecki. W 1958 został wybrany honorowym członkiem zagranicznym Amerykańskiej Akademii Sztuki i Nauki.

## Wybrane publikacje
- The Political Thought of Plato and Aristotle (1906)
- The Republic of Plato (1906)
- Political Thought in England from Herbert Spencer to the present day: 1848-1914 (1915)
- Greek Political Theory: Plato and his Predecessors (1918)
- Ireland in the last Fifty Years: 1866-1918 (1919)
- Oliver Cromwell and the English People (1937)
- Britain and the British People (1942)
- Reflections on Government (1942)
- The Politics of Aristotle (1946)
- Character of England edited (1947)
- Traditions of Civility (1948)
- Wstęp [w:] Adam Żółtowski, Border of Europe : a study of the polish eastern provinces, with forew. by Ernest Barker, London: Hollis & Carter 1950.
- Principles of Social and Political Theory (1951)
- Essays on Government (1951)
- The European Inheritance edited with Sir George Clark and Professor P Vaucher (3 volumes, 1954)
- Age and Youth: Memories of Three Universities and the Father of Man (1953)
- Social Contract: Essays by Locke, Hume, and Rousseau (1960)

## Wybrane publikacje w języku polskim
- Inspiratorzy wojny Nietzsche i Treitschke : (część siły w Niemczech współczesnych), przeł. W. Kierst, Warszawa: M. Arct 1915.
- Charakter narodowy i kształtujące go czynniki,  przeł. Irena Pannenkowa, Warszawa: "Nasza Księgarnia" 1933.
- "Charakter narodowy i czynniki kształtujące go": składniki duchowe. element polityczny; rząd i prawo. przeł. Zofia Kozarynowa [w:] Współcześni historycy brytyjscy. Wybór z pism, oprac. i przedmową zaopatrzył Jerzy Z. Kędzierski, słowo wstępne G. P. Gooch, Londyn: B. Świderski 1963, s. 3-38.